# Trio à cordes français
Le Trio à cordes français est un ensemble de musique chambre français en effectif trio à cordes fondé en 1959 et dissous en 1994.

## Historique
Le Trio à cordes français est un ensemble de musique chambre français en effectif trio à cordes (soit un violon, un alto et un violoncelle) fondé en 1959.
Dissous en 1994, le trio a durant ses trente-cinq années d'existence donné plus de 1 500 concerts, participé aux concerts du Domaine musical et joué avec des artistes tels Mady Mesplé, Jean-Pierre Rampal, Aurèle Nicolet, Michel Debost et Heinz Holliger, notamment.

## Membres
Les membres du Trio à cordes français étaient :
- violon : Gérard Jarry ;
- alto : Serge Collot ;
- violoncelle : Michel Tournus.

## Créations
Le Trio à cordes français est le créateur de plusieurs œuvres, de Pierre Ancelin (Stèle à la mémoire de Béla Bartók, 1966), Girolamo Arrigo (Trio à cordes, 1960), Alain Bancquart (Une et désunie pour deux trios à cordes, avec le Trio à cordes de Paris, 1970), André Casanova (Trio à cordes, 1968), Charles Chaynes (Quatre Poèmes de Sappho, 1968), Edison Denisov (Quintette « Musique romantique », 1969), Jean-Pierre Guézec (Trio à cordes, 1968), Pierre Hasquenoph (Trio à cordes, 1965), Betsy Jolas (Quatuor II pour soprano et trio à cordes, 1966 ; Trois Rencontres pour trio à cordes et orchestre, 1974), Jacques Lenot (Per tre, 1969), Henri Martelli (Trio à cordes, op. 106, 1975), Gérard Massias (Trio à cordes, 1965), Roman Palester (Trio à cordes, 1961), Marcello Panni (it) (Après tout pour trio à cordes et orchestre, 1969), Anton Webern (Pièce posthume, 1961) et Iannis Xenakis (Ikhoor, 1978), notamment.